# 필리포스 카르벨라스
필리포스 카르벨라스(그리스어: Φίλιππος Καρβελάς, 1877년 ~ 1952년)는 그리스의 체조 선수이다. 그는 아테네에서 열린 1896년 하계 올림픽에 참가했다.
카르벨라스는 개인, 단체 평행봉 종목과 개인 평행봉 종목에 출전했다. 개인 평행봉 종목에서는 그다지 성공을 거두지 못했으며 순위 또한 알려져있지 않다. 카르벨라스는 단체 평행봉 종목에 에트니코스 체조단 소속으로 참가했으며 동메달을 목에 걸었다.